# Rwanda aux Jeux olympiques d'été de 2004
Le Rwanda a envoyé 5 athlètes aux Jeux olympiques d'été de 2004 à Athènes en Grèce. 

## Résultats

### Athlétisme
10000 mètres hommes :
- Dieudonne Disi
  - 28 min 43 s 19  (17e au total)

Marathon hommes :
- Mathias Ntawulikura
  - 2 h 26 min 05 s (62e au total)

Marathon femmes :
- Epiphanie Nyirabarame
  - 2 h 52 min 50 s (54e au total) (Meilleure performance de la saison)

### Natation
50 mètres nage libre hommes :
- Leonce Sekamana
  - Séries : 28.99 s (78e au total, éliminé)

100 mètres brasse femmes :
- Pamela Girimbabazi Rugabira
  - Séries : 1:50.39 min (48e au total, éliminé)

## Officiels
- Président : Ignace Beraho
- Secrétaire général : Freddy Somayire